# آمپانفی
آمپانفی (به لاتین: Ampanefy) یک منطقهٔ مسکونی در ماداگاسکار است که در آنالامانگا واقع شده‌است. آمپانفی ۹٫۶۹ کیلومتر مربع مساحت و ۱۹٬۱۳۵ نفر جمعیت دارد و ۱٬۲۶۹ متر بالاتر از سطح دریا واقع شده‌است.